# Shnogh (ort)
Shnogh är en ort i Armenien.   Den ligger i provinsen Lori, i den norra delen av landet, 110 kilometer norr om huvudstaden Jerevan. Shnogh ligger 640 meter över havet och antalet invånare är 2 872.
Terrängen runt Shnogh är huvudsakligen kuperad, men söderut är den bergig. Shnogh ligger nere i en dal. Närmaste större samhälle är Alaverdi, 15,0 kilometer väster om Shnogh. 
I omgivningarna runt Shnogh växer i huvudsak lövfällande lövskog. Runt Shnogh är det ganska tätbefolkat, med 96 invånare per kvadratkilometer.